# Michail Fridman
Michail Maratovič Fridman (rusky Михаи́л Мара́тович Фри́дман; * 21. dubna 1964, Lvov, Ukrajinská SSR, Sovětský svaz) je ruský oligarcha, jeden z nejbohatších Rusů. Má také izraelské občanství. Spoluzaložil investiční skupinu Alfa Group, největší soukromou ruskou banku Alfa-Bank a mezinárodní investiční společnost LetterOne.

## Život
Fridman se narodil v ukrajinském Lvově, kde také strávil mládí a kde stále žijí jeho rodiče. Na vysoké škole v Moskvě vystudoval metalurgii.
Spoluzaložil investiční skupinu Alfa Group, největší soukromou ruskou banku Alfa-Bank a mezinárodní investiční společnost LetterOne.
Po ruské invazi na Ukrajinu v únoru 2022 byly jeho firmy postiženy ekonomickými sankcemi ze strany Evropské unie.
Fridman v dopise zaměstnancům vyzval k „ukončení krveprolití“. Válka je pro něj osobní záležitostí kvůli tomu, že vyrostl na Ukrajině. „Zároveň jsem většinu svého života strávil jako občan Ruska budováním a rozšiřováním podniků. Jsem hluboce připoután k ukrajinskému a ruskému národu a současný konflikt vnímám jako tragédii pro ně oba,“ řekl.
Dne 10. dubna 2024 rozhodl Evropský soudní dvůr o vyřazení Michaila Fridmana a jeho obchodního partnera Petra Avena ze sankčního seznamu EU. 
V návaznosti na rozhodnutí Evropského soudního dvora Michail Fridman požadoval, aby mu Lucembursko, kde jsou registrovány jeho firmy, vrátilo majetek v hodnotě více než 12 miliard dolarů zmrazený v rámci sankcí EU. Fridman uvedl, že dal Lucembursku šest měsíců na odpověď a poté se odvolá k mezinárodnímu soudu. 
Po šesti měsících, kdy Lucembursko nereagovalo na požadavky Michaila Fridmana, podali právníci miliardáře v srpnu 2024 u Mezinárodního arbitrážního centra v Hongkongu (HKIAC) žalobu na Lucembursko ve výši 16 miliard USD. 
Michail Fridman a Pjotr Aven však ze sankčního seznamu EU vyškrtnuti nebyli, neboť jejich jména byla na seznam znovu zařazena na základě nových rozhodnutí Evropské komise. Rozhodnutí Evropského soudního dvora se na tato rozhodnutí nevztahuje. 